# 原形質
原形質（げんけいしつ、英: protoplasm）とは、細胞の微細構造が知られていなかった時代に作られた言葉で、細胞の中にある「生きている」と考えられていた物質のことである。具体的には、核と細胞質（一般に細胞膜を含む）を指す。
細胞の活動によって作られた「生きていない」物質、例えば細胞膜外の細胞壁や、細胞膜内の脂肪滴や澱粉粒などは原形質に含まず、後形質（副形質）と呼ぶ。

## 歴史
1835年、フランスの動物学者デュジャルダンは、顕微鏡下で原生動物の体を解剖針で押しつぶし、中から出てきた粘着性の透明な物質が「生きている」様子を観察し、これを肉質（サルコード）と名付けた。
1839年、チェコの動物生理学者プルキンエが、動物胚の中に存在する同様の物質に対し、生命を構成する本質的な物質という意味で原形質（プロトプラズマ）の語を初めて用いた。1846年にはドイツの植物学者フォン・モールが植物細胞の内容物についてもこの術語を用い、これ以降一般的になった。
当時の観察技術では、核のように特に大きいもの以外は細胞にはほとんど構造らしいものは見られなかった。そのため、細胞の中の均質なゼリー状の物質そのものが生命現象の源となっている、という考え方が広まった。細胞の構造よりも、その組成に秘密があると思われていたのである。
しかし20世紀に入ってからの顕微鏡技術や組織染色法などの発展により、細胞内は決して均質ではなく、中に様々な細胞小器官をもち、組織化された複雑なシステムであることが分かってきたため、原形質の持つ神秘的な意味は薄れてきた。
今日では、原形質という言葉は歴史的用語に近くになっており、本来の意味ではあまり使われていない。ただし、生態学の分野で動物の食性について考察する際、微生物の力を借りて植物の細胞壁に由来する物質を主として食べるシロアリなどの動物との比較で、細胞膜より内側の要素を主たる栄養源としている多くの動物の食性を、原形質食と呼ぶことがある。
また、原形質流動や原形質分離、原形質連絡などの術語の中で、漠然と細胞の中身を指す言葉、または細胞質基質とほぼ同義の言葉として使われることがある。

## 原形質の化学組成
典型的な細胞の原形質の化学組成は以下の通り。
| 物質名                       | 生重量比 | 平均分子量           |
| ---------------------------- | -------- | -------------------- |
| 水                           | 85 %     | 18                   |
| タンパク質                   | 10 %     | 36k                  |
| 脂質                         | 02 %     | 700                  |
| 無機物                       | 01.5 %   | 55                   |
| 核酸                         | 01.1 %   | 40k (RNA) - 1M (DNA) |
| 他の有機物質（炭水化物など） | 00.4 %   | 250                  |